# Kotō Bunjirō
Kotō Bunjirō (Prefettura di Shimane, 4 marzo 1856 – Tokyo, 8 marzo 1935) è stato un geologo e sismologo giapponese.
Professore alla facoltà di Scienze dell'Università Imperiale di Tokyo. Soggiornò in Germania per due anni.
Fu il primo sismologo, nel 1893, a collegare esplicitamente fra loro le faglie e i terremoti come cause ed effetti . Egli arriva a questa conclusione in seguito al terremoto di Nobi del 1891.
Il suo nome è stato dato a un minerale: la kotoite (borato di magnesio).
La Società geologica giapponese ha un premio intitolato a Bunjiro Koto.